# هوغو دي يونغ

هوغو دي يونغ (مواليد 26 سبتمبر 1977) هو سياسي هولندي يشغل حالياً منصب نائب رئيس وزراء هولندا ووزير الصحة والرياضة منذ 26 أكتوبر 2017.